# Udo von Gleichen-Reinhausen
Udo von Gleichen-Reinhausen (* um 1045; † 19. August 1114) war 1079 bis 1114 Bischof von Hildesheim und Graf von Reinhausen. 

## Leben
In einer Bischofsliste, die im Sakramentar von 1014 erhalten ist, werden kurz die ersten dreizehn Bischöfe von Gunthar bis Bernward, jedoch ohne Zählung, für die Zeit von 815 bis 1014 aufgelistet und von zwei späteren, aufeinanderfolgenden Schreibern bis zu Bischof Udo ergänzt.
Udo war der vierte und jüngste Sohn des Grafen im Leinegau Elli II. von Reinhausen (* um 1010). Der Leinegau, das Gebiet an der Leine, wurde nach dem Tod von Elli I. im Jahre 965 vorübergehend mit dem sächsischen Hessengau vereinigt, und aus dem Geschlecht der Esikonen wurden die Grafen von Reinhausen, später von Winzenberg-Reinhausen. Udos Geschwister waren Konrad von Reinhausen († 28. August 1086), Heinrich I., Hermann III. und Mathilde (⚭ Meginhard V. Graf von Formbach). 
Udo wählte den geistlichen Stand und wurde zunächst Domherr zu Hildesheim.
1073 begann der Sachsenaufstand gegen König Heinrich IV.  Udos Bruder Konrad gehörte vermutlich zu den Sachsen, die im Sommer in Wormsleben (heutiger Ortsteil von Lüttchendorf) beschlossen, gegen die Willkür des Königs die Waffen zu erheben. Um 1075 begann der Investiturstreit.
Vor 1079 gründeten Udo und seine Geschwister in Reinhausen, südsüdöstlich von Göttingen, ein kleines Chorherrenstift. Im selben Jahr wurde Udo auf Wunsch des Königs der Nachfolger Hezilos auf dem Bischofsstuhl zu Hildesheim. 
Am 21. Januar 1085, in der Zeit der Gegenkönige, wurde er zusammen mit seinem Bruder Konrad und dem Grafen Dietrich II. von Katlenburg von den Sachsen angeklagt, mit dem Kaiser unterhandelt zu haben. Es kam zu Tumulten, bei denen Dietrich II. getötet wurde. Udo und Konrad flüchteten zum Kaiser und stellten sich auf dessen Seite. 
1086 schenkte Heinrich IV. dem Bischof Udo von Hildesheim den Wirtschaftshof der Königspfalz Werla mit dem „Salz von Gitter“, um ihn für seine Interessen zu gewinnen. Udo baute sie zur Burg Schladen aus und stellte als Vogt (Eike oder) Eiko von Dorstadt († um 1131?) ein, der sich danach „von Schladen“ nannte.  Die Burg blieb bis 1353 im Besitz der Grafen von Schladen.
Um das Jahr 1100 warb Udo holländische und flämische Neusiedler an, um die unerschlossenen Waldgebiete im Weser- und Leinebergland und im Vogler bei Eschershausen zu besiedeln. Die Rechte dieser Siedler wurden im „Eschershäuser Hägerrecht“ festgeschrieben.
Zu Beginn des 12. Jahrhunderts belehnte er seinen Neffen Hermann von Formbach mit der Winzenburg, und dieser nannte sich dann Graf von Winzenburg. Mit dessen gleichnamigem Sohn starb das Geschlecht bereits 1152 im Mannesstamm aus.
Udos Schwester Richenza von Reinhausen wurde von Gerold von Immenhausen entführt und geheiratet.